# Собор Всех Святых (Дерби)
Кафедральный Собор Всех Святых (англ. The Cathedral Church of All Saints) — собор Церкви Англии в городе Дерби (в Кафедральном квартале), с 1927 года, когда основана новая епархия — официальная резиденция епископа Дерби. Сама церковь основана в X веке как королевская коллегиальная церковь Всех Святых. Существующее здание является, в основном, георгианской постройкой архитектора Джеймса Гиббса, законченной в 1725 году, но башня — XVI века. Ретрохор добавлен в XX веке.
Высота башни собора около 65 м. Площадь собора — 1017 м², что делает его самым маленьким англиканским собором в Англии.
В соборе покоятся представители аристократического семейства Кавендишей.

## История

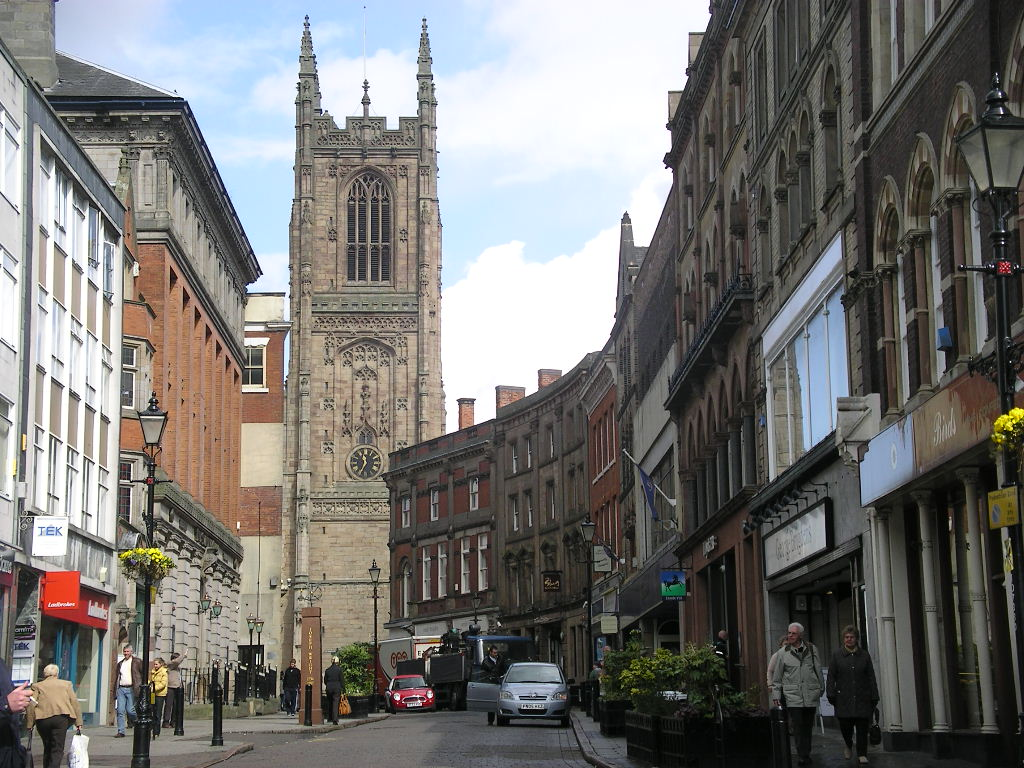
Вид на собор от Железных ворот
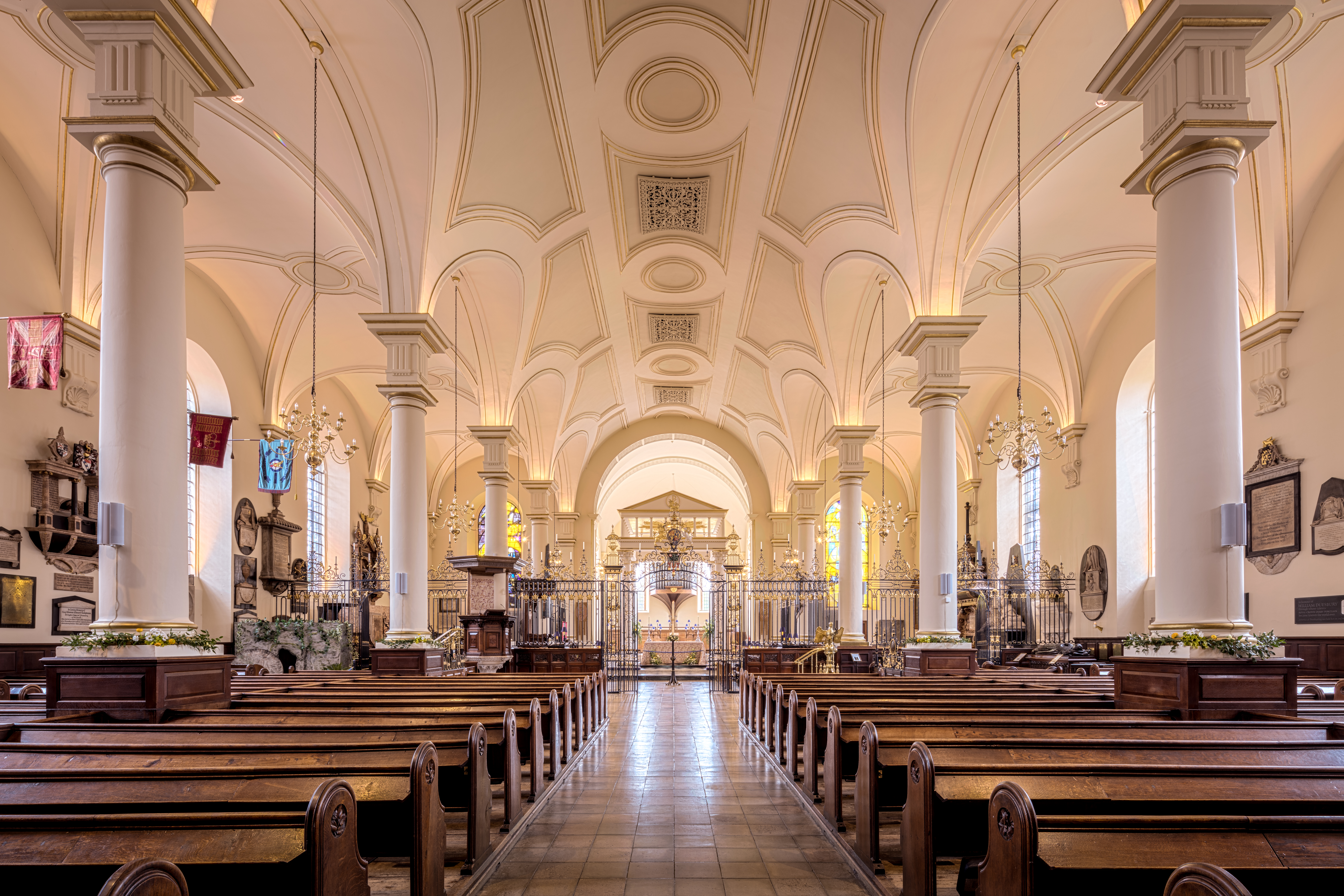
Интерьер нефа
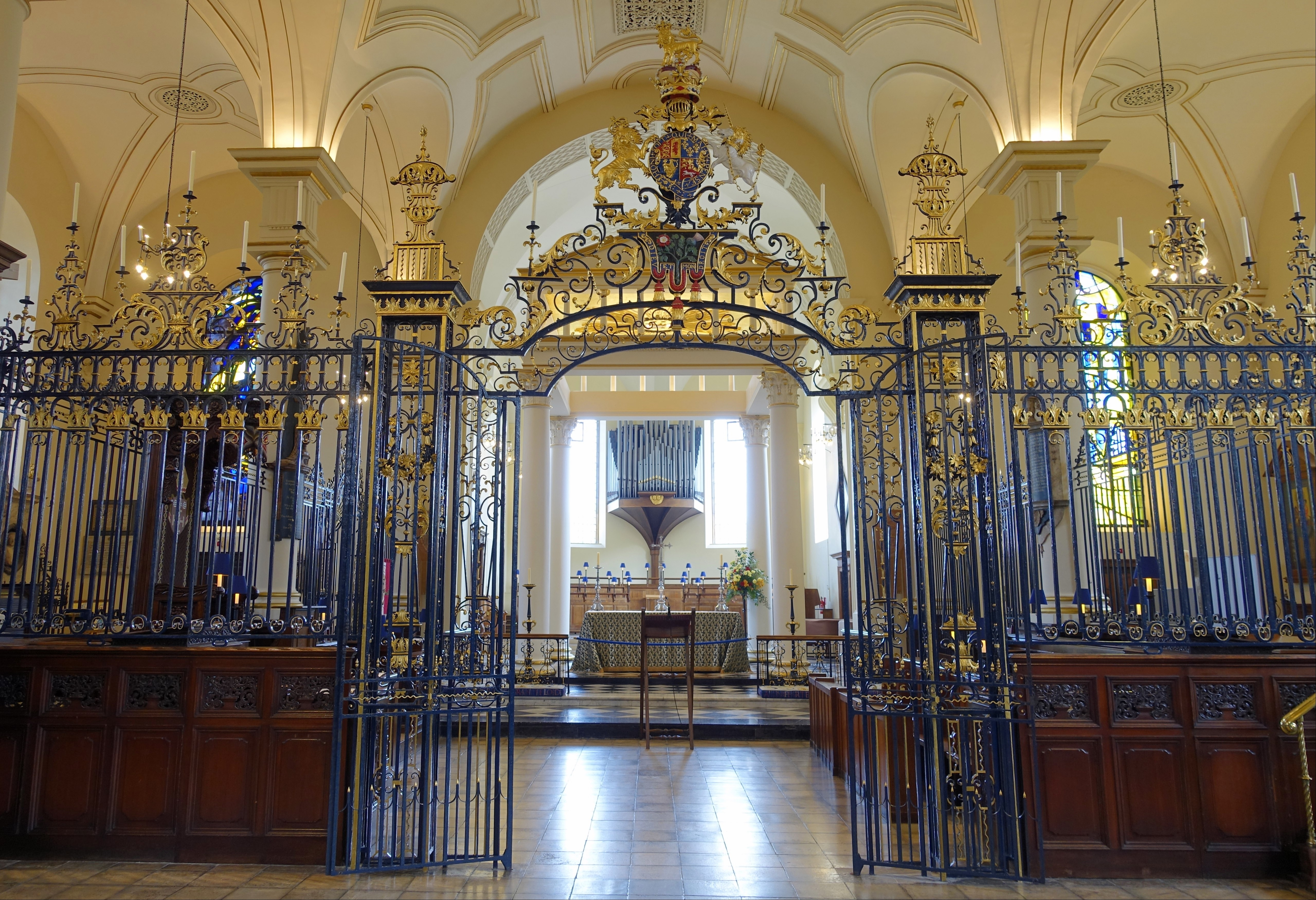
Преграда
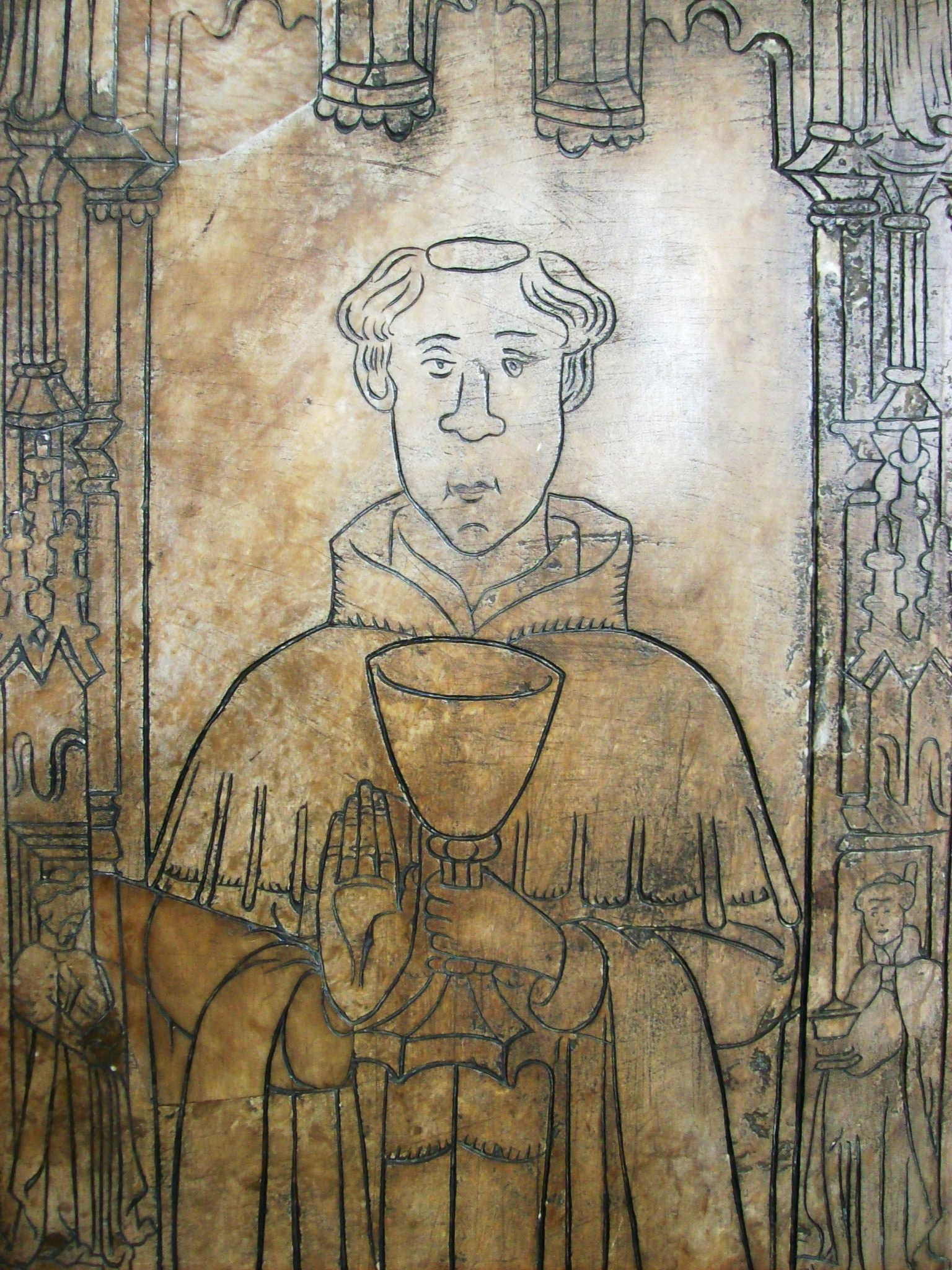
Алебастровое надгробие каноника Джона Лоуэ (†1400)
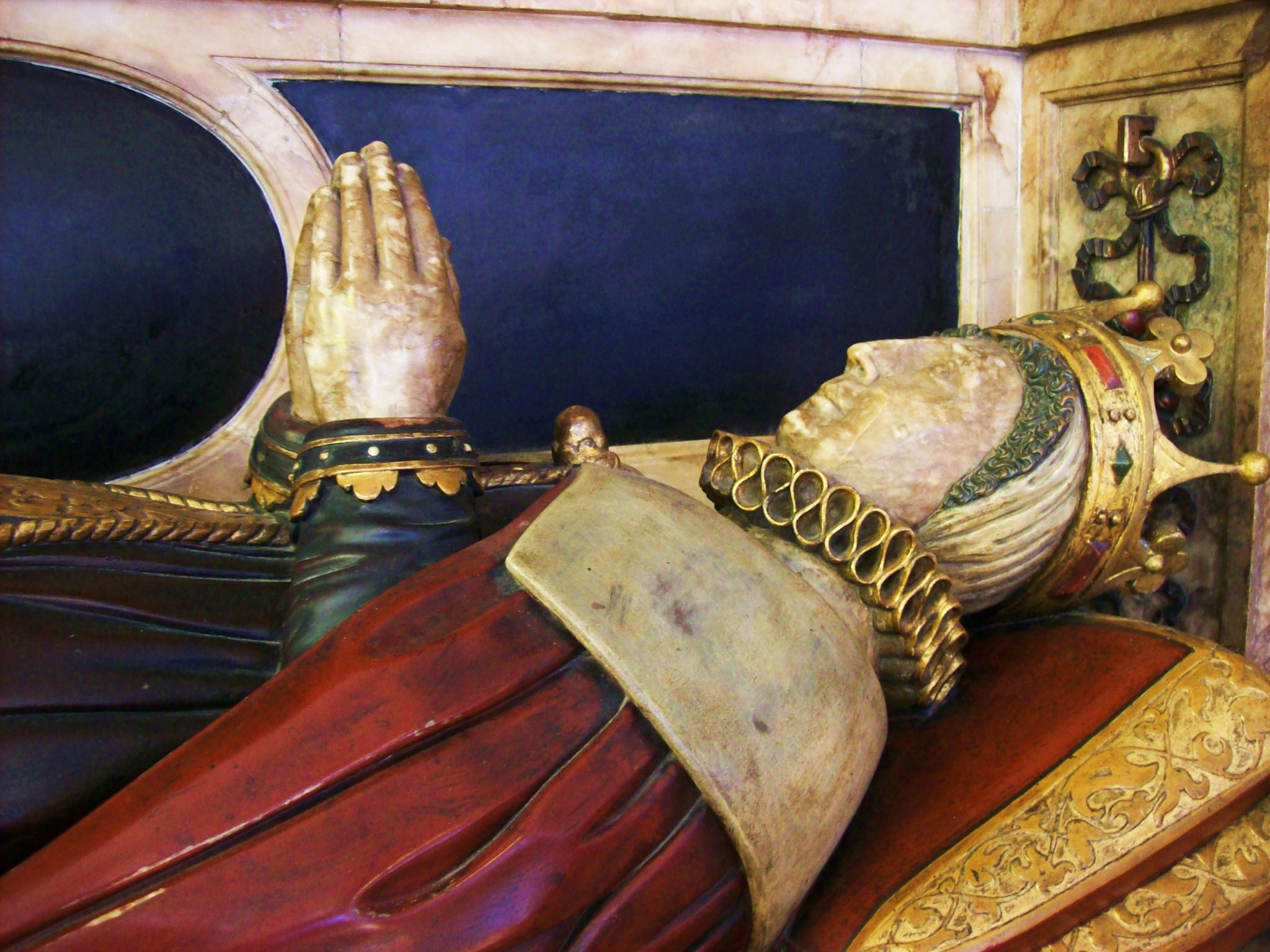
Надгробие Бесс из Хардвика (Елизаветы, графини Шрусбери)
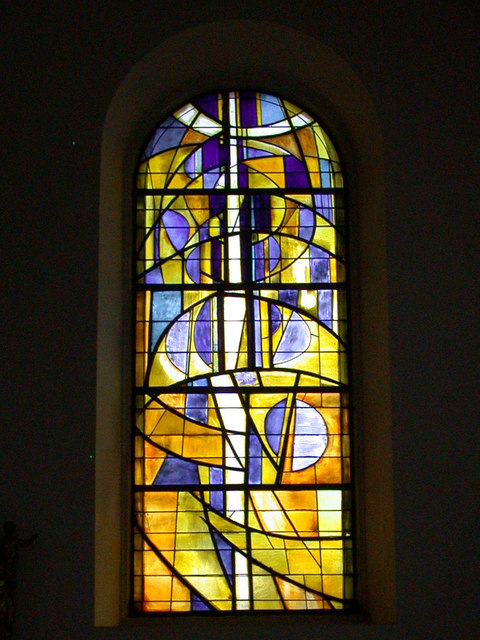
Юго-восточное окно (худ. Ричардс, 1965). Одно из пары, символизирующей Всех святых и Всех усопших верных
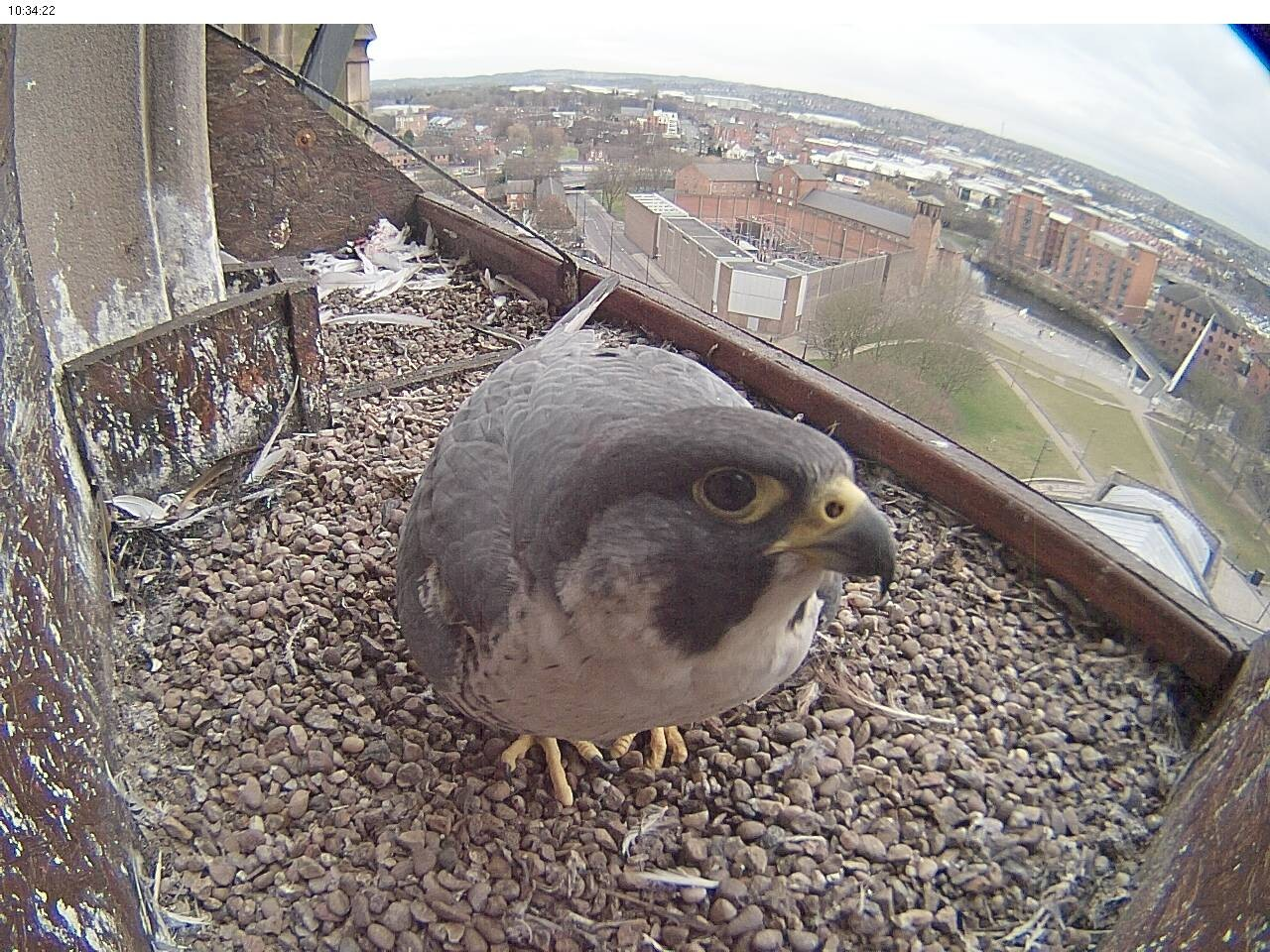
Самка сокола-сапсана на гнездовой платформе в башне
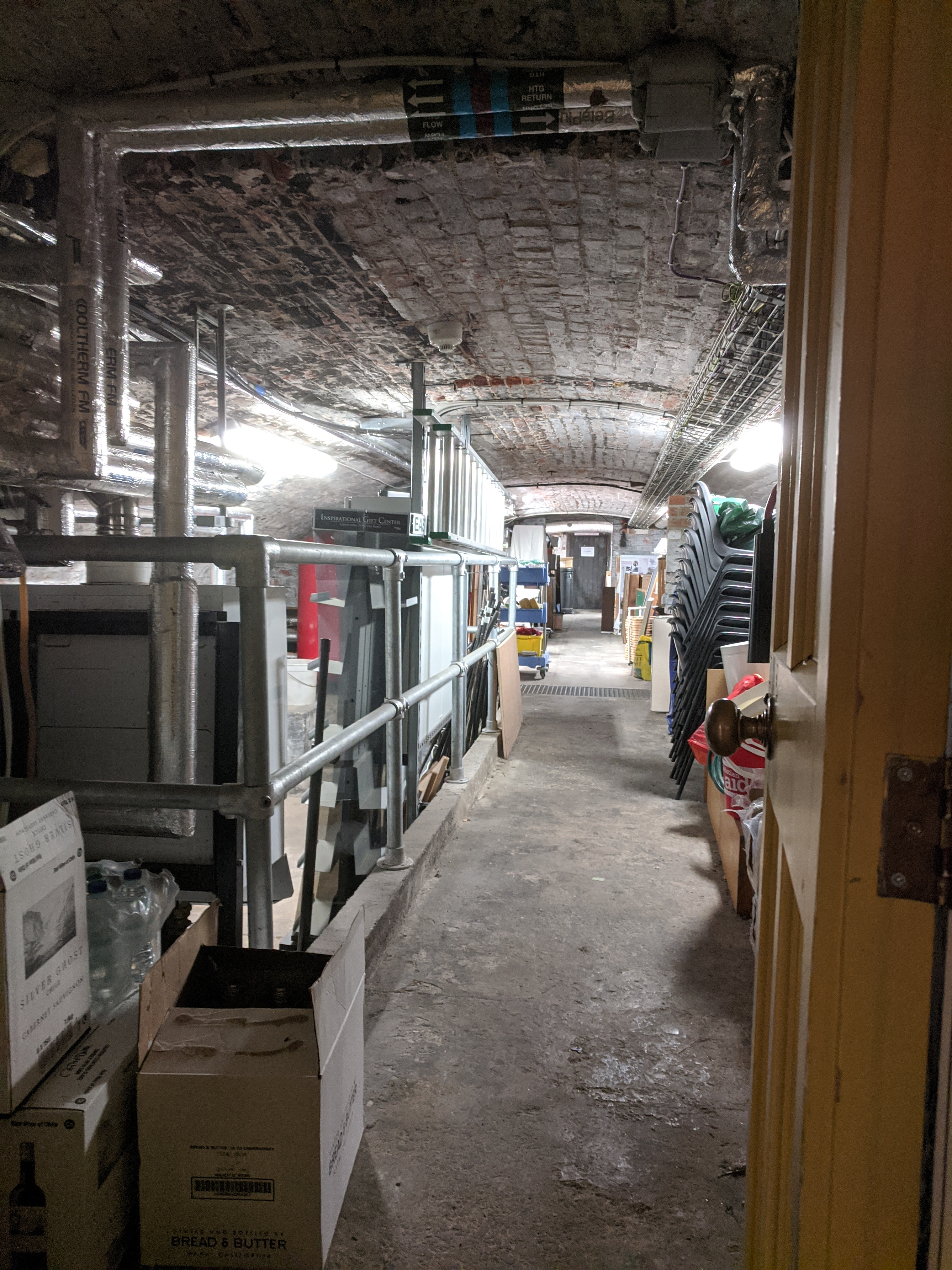
Проход в органную камеру

Англосаксонская королевская коллегиальная церковь Всех Святых была выстроена, вероятно, в 943 году Эдмундом I. От этого здания не осталось и следа. Согласно «Книге Страшного суда» (1086), она принадлежала королю и коллегии из семи духовных лиц и после нормандского завоевания.
Вероятно, первое здание обветшало и было разобрано, и на его месте в XIV веке воздвигнуто новое, судя по сохранившимся чертежам, приблизительно тех же размеров, что и современное. В 1510-32 годах в своём нынешнем виде построена башня в перпендикулярном стиле, высота её 212 футов (65 м). Башня увенчана 12-ю статуями гротескных животных, по три с каждой стороны. В основании башни находится западный портал, по сторонам которого — два «зелёных человека». Башня построена из местного песчаника.

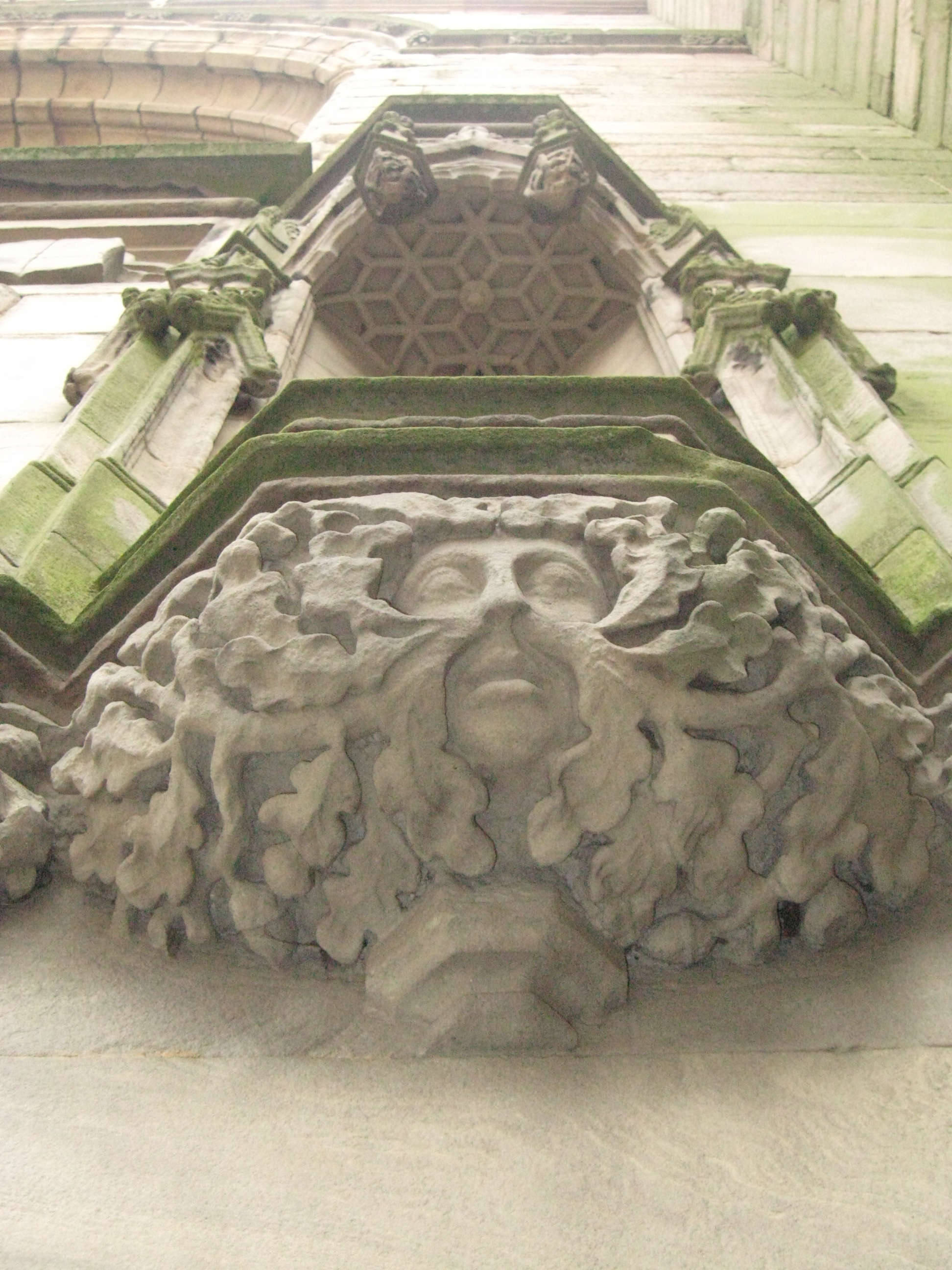
Зелёный человек справа от западного портала

В 1556 году, во время гонений на протестантов при королеве Марии, в церкви был осуждена за ересь Джоан Уэйст, слепая протестантка, отказавшаяся возвращаться в католичество. Позднее она казнена в Дерби на Бёртон-роуд.
Около 1650 года начинаются свидетельства о том, что здание ветшает, и к 1700 году начинает разрушаться. В феврале 1723 года викарий Хатчинсон решает, что без полной перестройки церкви не обойтись, и нанимает рабочих, которые снесли её в одну ночь. Будучи поставлены перед фактом, городские власти начинают сбор средств по подписке. Сам викарий вложил собственные деньги и занимался сбором весьма ревностно, что плохо отразилось на его здоровье. Его вклад увековечен на табличке в южном боковом нефе. Выдержав множество нападок, Хатчинсон подал в отставку в 1728 году и через полтора года умер, оставив многочисленные долги.
Башня уцелела, остальное здание возведено заново по проекту Джеймса Гиббса в 1725 году в классическом стиле. В своей книге Гиббс пишет о ней: «Церковь тем лучше, что не имеет галерей, которые вместе со скамьями так загромождают и портят интерьер… простота здания не только делает его дешевле постройкой, но и лучше согласуется со старой башней». В противовес аскетичному интерьеру Гиббс устроил кованую преграду от стены до стены стоимостью 157 фунтов 10 шиллингов, которую местный кузнец Роберт Бейкуэлл (кузнец) делал в течение пяти лет после открытие храма. Первая служба состоялась 25 ноября 1725 года.
Француз Гиллино 28 октября 1732 года исполнил «полёт», съехав по верёвке с колокольни. Он повторял трюк несколько раз, приземляясь на церковь св. Михаила или у подножия ворот святой Марии. Когда же летать по верёвке пустили осла, она лопнула, и несколько зрителей получили ранения. С 2009 года ежегодно спуски по верёвке с колокольни проводят члены горно-спасательной команды Дерби. Таким образом собирают средства на благотворительность. В 2012 году в таком спуске приняли участие и некоторые соборные клирики.
Среди памятников в церкви находятся погребения представителей рода Кавендишей: скульптура Бесс из Хардвика и латунные надгробия её потомков, в том числе учёного Генри Кавендиша и Джорджианы Кавендиш.
1 июля 1927 года церковь преобразована в собор.
В бурю, случившуюся 25 июля 1940 года, один из аэростатов воздушного заграждения сорвался с привязи и зацепился за пинакль на башне, сорвав его верхнюю часть.
В 1957 году к собору перенесены кованые ворота св. Марии, выполненные тем же мастером Бейкуэллом. Здание было в 1967—1972 годах расширено на восток пристройкой ретрохора по проекту Себастьяна Компера. Также в течение XX века установлены витражи и бронзовое распятие. В 2012 году ворота были отреставрированы и названы в честь королевы Елизаветы II по случаю брилиантовой годовщины правления.
В конце 2005 года на башне поселилась пара соколов-сапсанов, в 2006 году для них устроена гнездовая платформа, за которой можно наблюдать с помощью веб-камер. Пара выводила птенцов на колокольне собора до 2016 года, когда самцу было по меньшей мере 14 лет. В 2017 году прежний самец не вернулся, самка вывела трёх птенцов с новым.

## Часы и карильон
В 1927 году в соборе установлены новые часы местной мастерской Smith of Derby Group (на тот момент «John Smith & Son»), которые заменили полностью изношенные предыдущие, устроенные, по всей видимости, в 1738 году Джорджем Эшмором. До 1976 года часовой и боевой механизмы необходимо было заводить ежедневно вручную, подъёмом тяжёлых гирь, но в связи с ростом стоимости труда устроены автоматические лебёдки. Два каменных циферблата диаметром 2,4 м (8 футов) смотрят на запад к воротам св. Марии и на юг к Железным воротам. Они реставрировались и золотились в 1964 году и в начале XXI века. В ходе первой из реставраций достоверно установлено, что пропущенные сквозь стены стальные трубки, в которых вращаются валы часов, являются стволами ружей (кавалерийских карабинов), использованных в ходе восстания якобитов 1745 года.
Механический карильон, соединённый с часами, изготовлен Смитами в 1931 году взамен прежней аналогичной машины XVII века. Он исполняет трижды в день одну из семи мелодий, согласно дню недели. Известно, что мелодии менялись время от времени, сначала Уайтхёрстом в 1745—62 годах, потом Джоном Смитом в 1873-м. Согласно документам, Уайтхёрст получал за уход за механизмами 3 фунта три шиллинга, но сам ежедневный тяжёлый труд по заводу карильона перепоручал некоему мистеру Фросту за 1 фунт 11 шиллингов и 6 пенсов. 3 июля 1976 года наименее известная из мелодий заменена на марш Шервудского полка «Баран из Дерби».
Прежде карильон играл в 3, 6, 9 и 12 часов дня и ночи, теперь его можно услышать, в том числе онлайн, в 9 часов утра и 6 часов вечера:
- в воскресенье — гимн Thaxted[англ.] из сюиты Г. Хольста «Планеты»
- в понедельник — «Труро»
- во вторник — «Тенистый сад» (англ. The Shady Bowers)
- в среду — «Все Святые»
- в четверг — «Девушка с мельницы Пэтти» (англ. Lass of Paittie's Mill)
- в пятницу — «Паренёк с шотландских гор»
- в субботу — Баран из Дерби[англ.]

Десятиголосная звонница собора в Дарби является старейшей в своём роде — самый новый колокол отлит в 1693 году. Большинство колоколов датируется 1678 годом, когда звонница была расширена с шести до десяти голосов, а тенор (ре-бемоль) весом 19 хандредвейтов (965 кг) насчитывает более 500 лет, старше башни. Считается, что он привезён после роспуска монастырей из дейлского аббатства. 8-й колокол до 1815 года находился в Эшборнской приходской церкви. Механический карильон соборных часов использует эти же колокола. Прежде звонница была подвешена в деревянной раме, а после присвоения соборного статуса её отремонтировали, заново настроили и повесили ниже в новой железной раме.

## Орган

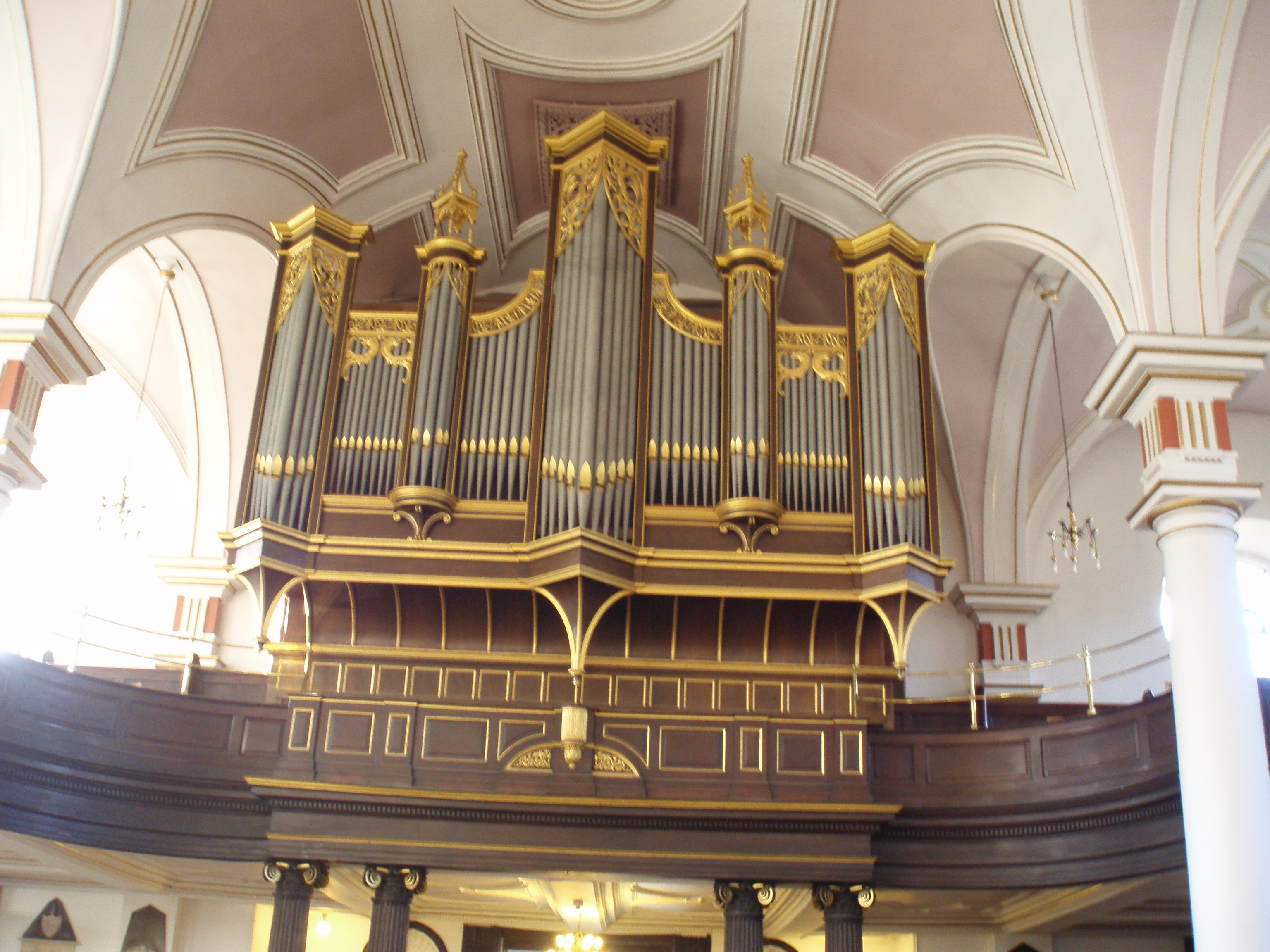
Орган

Первый известный орган в церкви всех святых был построен, вероятно, в 1725 году Отцом Бернардом Смитом. В 1807 году Эллиот полностью заменил все внутренности, перенеся в церковь орган из мюзик-холла. Следующий орган построен в 1879 году Джоном Стринджером, а в 1939 году швеллерный подраздел органа Стринджера вошёл в новый инструмент Джона Комптона. Величественный фасад, однако, был установлен лишь в 1963 году. Орган реставрировался в 1992 году и в нынешнем виде насчитывает 101 регистр (от 32-футовых) на четырёх 61-клавишных мануалах (Хор, Хауптверк, Швеллер и Соло) и 32-клавишной педали. Трактура электрическая.
В ретрохоре в 1973 году установлен второй небольшой орган с 14-ю регистрами (от 16-футовых) на двух мануалах (58 клавиш) и педали (30 клавиш).